# دعاء فاروق
دعاء فاروق (17 أكتوبر1975-) إعلامية وصحفية مصرية، عملت في كل من قناة اقرأ الفضائية وشبكة تليفزيون الحياة، ولها مقالات في صحف ومجلات مختلفة.

## مشوارها المهني
تخرجت في كلية الآداب قسم اللغة الإنجليزية - جامعة طنطا عملت كمضيفة أرضية للطيران الأجنبي في مطار القاهرة، ثم عملت بشركة «مالتي ناشيونال» أصبحت مسؤولة عن قسم المبيعات في الشركة.
انطلاقتها كانت من خلال شبكة راديو وتلفزيون العرب كمتدربة عام 1998، برفقة عدد من الزملاء منهم دعاء عامر وكريم كوجاك، وخلال فترة التدريب قررت الإدارة أن تقوم بتقديم مهرجان الأغنية الدولي الخامس على قناة ART الموسيقى، وكان المهرجان بقاعة المؤتمرات بمدينة نصر بحضور عدد كبير من النجوم العرب
بعد المهرجان قدمت أول برنامج في الشبكة وهو «ألو ART»، وهو عبارة عن برنامج صباحي كانت تقدمه الإعلامية منى الشاذلي، قدمت فيه فقرة الأخبار الخفيفة
في رمضان شاركت مع زميلتها دعاء عامر في تقديم خيمة رمضانية كانت تقدمها الإعلامية ليليان إندراوس، المذيعة الرئيسية بالمحطة، ووقتها قرروا أن يقدموا كواليس فوازير «أبيض وأسود» التي قام ببطولتها الفنان محمد هنيدي وعلاء ولي الدين وأشرف عبد الباقي؛ في برنامج يحمل عنوان «عملوها إزاي»، وطلبت من إدارة المحطة وجود مذيعة ربط لتقديم هيفاء وهبي وأحمد السقا، ووقع الاختيار عليهاّ وعلى زميلتها وقدمت معها برنامجا بعنوان «خليك معنا»، والذي كان يعتبر أول برنامج شبابي يقدم لمدة ساعتين على الهواء مباشرة.

### حياتها الأسرية
متزوجة من رجل الأعمال المصري عماد مختار وأم لثلاثة أبناء: راقية، ومحمد، ومختار.

### البرامج التي قدمتها
- ألو إيه أر تي (برنامج إخباري صباحي)
- خليك معنا (برنامج شبابي على الهواء)
- فزورة الفوازير (برنامج مسابقات)
- نادي إيه أر تي (برنامج منوعات)

### قناة اقرأ
انتقلت للعمل بقناة إقرأ التابعة لشبكة راديو وتلفزيون العرب وقدمت من خلالها البرامج التالية:
- خيمة كنوز، لسنتين متتاليتين مع عمرو خالد.
- لف وارجع تاني، برنامج توك شو للشباب
- شباب عايز يتجوز
- المتزوجون
- بيت العز
- كلام في الهواء،
- أطباق فضائية،
- فضائية للسياحة.

### قناة الحياة
انتقلت دعاء فاروق للعمل في قناة الحياة عام 2008 والتي تعمل بها حتى الآن حيث تصاعدت جماهيريتها من خلال ما قدمت بها من برامج:
- (مجلس الفتوى في رمضان) مع الشيخ جمال قطب.
- برنامج (كلام من القلب) الذي افتتحت به قناة الحياة 2[3]
- برنامج (الدين والحياة) على الحياة 1.
- برنامج ست الحسن.

### الصحافة
- مجلة (ستالايت) كان لها باب بعنوان «يوميات مذيعة مشفرة»
- جريدة (صوت الأمة) الأسبوعية مع وائل الإبراشي قبل الثورة.
- جريدة (الدستور) الأصلي برئاسة إبراهيم عيسى حيث كانت تكتب مقالاتها السياسية الساخرة أسبوعيا لمدة سنة ونصف.
- المجلة النسائية (حجاب فاشون)، وتكتب بها إلى الآن مقالة شهرية تحت عنوان «كلام ستات».

## مؤلفات
من مؤلفاتها:
- في رثاء الشغالة، دار كونتكت للنشر، 2009م.
- اشترى منى، دار دون للنشر، 2013م.
- وش كسوف 2014

## وصلات خارجية
- دعاء فاروق على موقع قاعدة بيانات الأفلام العربية